# Derek (Fernsehserie)
Derek ist eine britische Dramedyfernsehserie im Mockumentarystil von Ricky Gervais. Die Serie wird von Derek Productions Ltd. für Channel 4 produziert und der Pilotfilm wurde am 12. April 2012 ausgestrahlt.
Am 9. Mai 2012 gab Channel 4 sechs weitere Folgen in Auftrag, deren Ausstrahlung am 30. Januar 2013 begann. Im September 2012 sicherte sich der Video-on-Demand-Anbieter Netflix die Rechte an der Ausstrahlung in den Vereinigten Staaten.
Eine zweite Staffel wurde von Channel 4 im März 2013 in Auftrag gegeben.
Seit dem 15. Dezember 2014 sind die ersten beiden Staffeln der Serie auch mit deutscher Synchronisation bei Netflix in Deutschland abrufbar.
Channel 4 bestätige im November 2014, dass es eine 'finale' 60-minütige Spezial-Episode von Derek geben wird. Diese wurde am 22. Dezember 2014 in Großbritannien ausgestrahlt.

## Konzept
Derek wird im sogenannten Mockumentarystil gefilmt, wie schon Ricky Gervais' The Office. Gervais spielt in der Fernsehserie die Hauptrolle, schreibt die Drehbücher und führt Regie. Die Handlung spielt in einem Pflegeheim und fokussiert sich auf den „Pfleger“ Derek. Die Hauptrolle basiert auf einer Figur aus Gervais' Stand-up-Comedy-Programm Rubbernecker vom Edinburgh Festival Fringe aus dem Jahr 2001. Derek porträtiert die Pfleger und Bewohner als unglückliche Außenseiter, die sich mit dem Leben schwer tun, da sie von der Mehrheitsgesellschaft benachteiligt, ausgeschlossen und nicht gewollt werden.
Gervais' Inspiration für Derek kam von Verwandten, die in Pflegeheimen arbeiten:

“Half my family are care workers. My sister works with kids with learning difficulties. My sister-in-law works in a care home for people with Alzheimer's. And four or five of my nieces work in old people's homes. I always write about what I know.”

„Die Hälfte meiner Familie sind Pfleger. Meine Schwester arbeitet mit Kindern, die Lernschwierigkeiten haben. Meine Schwägerin arbeitet in einem Pflegeheim für Menschen mit Alzheimer. Und vier oder fünf meiner Nichten arbeiten in Altenheimen. Ich schreibe immer über das was ich kenne.“

## Handlung
Gervais spielt den 49-jährigen Derek Noakes, einen Pfleger in einem Altenheim, der dort vor drei Jahren anfing. Er mag Reality-TV, Spielshows und interessiert sich für Prominente, Ruhm und YouTube. Er ist ein netter, hilfsbereiter, selbstloser Mann mit guten Absichten. Derek ist jedoch vulnerabel wegen seiner kindlichen Naivität und seiner geringen Intelligenz. Er wird verhöhnt, geächtet und von der Gesellschaft marginalisiert wegen seiner sozialen Unbeholfenheit, Unschönheit und seiner sozialen Gehemmtheit. Für Derek ist es wichtiger nett zu sein als schlau oder gutaussehend. Einige Medien beschreiben ihn als autistisch, Gervais jedoch gab immer an, dass Derek nicht geistig behindert ist.

## Nebendarsteller
Kerry Godliman spielt Dereks Kollegin und Freundin Hannah, die bereits seit 15 Jahren in dem Heim arbeitet. Karl Pilkington ist in der Rolle des Dougie zu sehen, dem Hausmeister und Busfahrer des Heims. Er lebt zusammen mit Derek in einer Sozialwohnung. Kev wird von David Earl verkörpert und ist ein Freund von Dougie und Derek, der jedoch nicht im Heim arbeitet, sondern dort nur Zeit mit seinen beiden Freunden verbringt.

## Episodenliste

### Staffel 1
Alle Folgen der ersten Staffel wurden am 15. Dezember 2014 gleichzeitig auf Netflix veröffentlicht.
| Nr. (ges.) | Nr. (St.) | Deutscher Titel | Originaltitel | Erstausstrahlung UK | Deutschsprachige Erstausstrahlung (–) | Regie         | Drehbuch      | Zuschauer (UK) |
| ---------- | --------- | --------------- | ------------- | ------------------- | ------------------------------------- | ------------- | ------------- | -------------- |
| 1          | 0         | Pilot           | Pilot         | 12. Apr. 2012       | 15. Dez. 2014                         | Ricky Gervais | Ricky Gervais | 2,59 Mio.      |
| 2          | 1         | Folge 1         | Episode 1     | 30. Jan. 2013       | 15. Dez. 2014                         | Ricky Gervais | Ricky Gervais | 2,32 Mio.      |
| 3          | 2         | Folge 2         | Episode 2     | 6. Feb. 2013        | 15. Dez. 2014                         | Ricky Gervais | Ricky Gervais | 1,98 Mio.      |
| 4          | 3         | Folge 3         | Episode 3     | 13. Feb. 2013       | 15. Dez. 2014                         | Ricky Gervais | Ricky Gervais | 1,79 Mio.      |
| 5          | 4         | Folge 4         | Episode 4     | 20. Feb. 2013       | 15. Dez. 2014                         | Ricky Gervais | Ricky Gervais | 1,43 Mio.      |
| 6          | 5         | Folge 5         | Episode 5     | 27. Feb. 2013       | 15. Dez. 2014                         | Ricky Gervais | Ricky Gervais | 1,66 Mio.      |
| 7          | 6         | Folge 6         | Episode 6     | 6. März 2013        | 15. Dez. 2014                         | Ricky Gervais | Ricky Gervais | 1,52 Mio.      |

### Staffel 2
Alle Folgen der zweiten Staffel wurden am 15. Dezember 2014 gleichzeitig auf Netflix veröffentlicht.
| Nr. (ges.) | Nr. (St.) | Deutscher Titel | Originaltitel | Erstausstrahlung UK | Deutschsprachige Erstausstrahlung (–) | Regie         | Drehbuch      | Zuschauer (UK) |
| ---------- | --------- | --------------- | ------------- | ------------------- | ------------------------------------- | ------------- | ------------- | -------------- |
| 8          | 1         | Folge 1         | Episode 1     | 23. Apr. 2014       | 15. Dez. 2014                         | Ricky Gervais | Ricky Gervais | 2,29 Mio.      |
| 9          | 2         | Folge 2         | Episode 2     | 30. Apr. 2014       | 15. Dez. 2014                         | Ricky Gervais | Ricky Gervais | 1,81 Mio.      |
| 10         | 3         | Folge 3         | Episode 3     | 7. Mai 2014         | 15. Dez. 2014                         | Ricky Gervais | Ricky Gervais | 1,69 Mio.      |
| 11         | 4         | Folge 4         | Episode 4     | 14. Mai 2014        | 15. Dez. 2014                         | Ricky Gervais | Ricky Gervais | 1,24 Mio.      |
| 12         | 5         | Folge 5         | Episode 5     | 21. Mai 2014        | 15. Dez. 2014                         | Ricky Gervais | Ricky Gervais | 1,48 Mio.      |
| 13         | 6         | Folge 6         | Episode 6     | 28. Mai 2014        | 15. Dez. 2014                         | Ricky Gervais | Ricky Gervais | 1,19 Mio.      |
| 14         | 7         | Folge 7         | Final Special | 22. Dez. 2014       | 7. Apr. 2015                          | Ricky Gervais | Ricky Gervais | 0,85 Mio.      |

## Kritiken
Die Serie wurde, vor allem vor der Ausstrahlung, wegen ihrer Darstellung des scheinbar geistig behinderten Derek kritisiert. Tanya Gold vom Guardian wies Gervais' Aussage ab, dass er in Derek die Vorurteile gegenüber Behinderten persifliert. Stattdessen sei die Serie „eher eine träge Grausamkeit als eine Satire.“ Jack Seale von der Radio Times griff dies in seiner Kritik wieder auf: „[Derek] wird unzynisch präsentiert als ein Held, welcher in Gervais’ Worten, `besser als wir´ ist, da es ihm an Ego und Hinterlist mangelt und er lediglich nett sein will. Diejenigen, die einen Angriff durch Gervais’ Darstellung von Derek finden wollen, müssen sehr suchen.“ Seale kritisierte die Serie jedoch, da sie sich zu sehr auf Elemente und Charakterisierungen von vorherigen Gervais-Sendungen stützte. Er lobte allerdings die letzte emotionale Szene im Pilot als „wirklich hervorragende Arbeit von Gervais als Schauspieler, Autor und Regisseur“. Zudem pries Seale Kerry Godlimans Leistung an: „jeder Moment, in dem sie zu sehen ist, ist zum Seufzen bewegende Magie.“ Sam Wollaston vom Guardian war ebenfalls der Ansicht, dass Derek unstrittig ist, insgesamt aber „nicht sehr gut“ und dass „die gesamte Mockumentary-Sache sich nun langweilig anfühlt“. Die Pilotepisode wurde von knapp zwei Millionen Zuschauern gesehen, über zehn Prozent des Fernsehpublikums zu der Zeit.